# Cyathea fusca
Cyathea fusca là một loài dương xỉ trong họ Cyatheaceae. Loài này được Baker mô tả khoa học đầu tiên năm 1886.
Danh pháp khoa học của loài này chưa được làm sáng tỏ. 